# 閻其㥅
阎其㥅（1850年—1919年），号玉轩，湖南石门县人氏。清朝军事将领，赐同武进士出身。
光绪八年（1882年）壬午科武舉人，光緒九年（1883年）癸未科武进士三甲第七名，欽點三等藍翎侍衛，1896年到贵州安顺府任四品都司，后升为三品游击将军，署从二品副将，约1910年辞官，1919年在家乡过世，享年69岁。